# Atopie
 Mise en garde médicale
L'atopie est une prédisposition génétique au développement cumulé d'allergies courantes elles-mêmes dites « atopiques » (dermatite atopique, un type d'eczéma ; asthme ; rhinite allergique, qui peut prendre la forme du « rhume des foins » ou d'une sensibilité aux acariens, etc.). Un sujet diagnostiqué avec un syndrome atopique développe souvent plusieurs de ces allergies. L'atopie implique des phénomènes d'hypersensibilité, avec développement d'IgE, en présence de protéines courantes : pollen, allergènes alimentaires, poussière, etc.

## Étymologie
Du grec, a- privatif (sans) et topos- (lieu) : sans lieu, ou déplacé, mal placé, etc. comparer avec utopie.

## Définition
L'atopie est une prédisposition à la sensibilisation aux allergènes environnementaux avec production d’immunoglobulines de type E (IgE). Les personnes atteintes ont une prédisposition génétique à avoir des allergies de type 1 (les allergies communes); elles ne passent pas par l'étape préalable de la sensibilisation, habituelle dans les cas d'allergie de type 1. La réponse allergique est, dans ces cas, plus rapide et se produit en présence de quantité infime d'allergène. Bien que d'origine totalement différente, l'atopie est souvent confondue avec le phénomène de polysensibilisation à cause de la similitude des symptômes. Elle est en constante augmentation dans le monde et toucherait entre 5 et 25 % des enfants dans les pays développés. L'atopie est ainsi la première cause de l'asthme, puisqu'elle en est responsable dans environ 80 % des cas [réf. nécessaire].

## Symptômes
Ils sont similaires aux symptômes de l'allergie, et leur manifestation est souvent précoce (en général avant l’âge de deux ans, il est possible que cela commence même dès l'âge d'un mois), en commençant par une dermatite (la dermatite atopique), évoluant parfois avec l'âge pour entraîner de l'asthme puis des rhino-conjonctivites, ponctués occasionnellement par des épisodes aigus : aggravation de l'asthme, urticaire, œdème, choc anaphylactique (réaction allergique grave). L'évolution et la conservation des symptômes à l'âge adulte ne semble cependant concerner qu'une minorité des enfants malades, entre 10 et 15 % [réf. nécessaire].

## Causes: des liens complexes entre génétique et environnement
Bien que le caractère héréditaire du syndrome atopique ait été souvent souligné, l'environnement serait aussi un facteur de développement du syndrome, au-delà du simple contact avec l'allergène nécessaire au développement de toute réaction allergique (le développement de toute allergie requérant au préalable une sensibilisation à l'allergène en question). De façon générale, les allergologues concordent à souligner le caractère à la fois héréditaire et environnemental du développement de syndromes atopiques, la multiplicité des facteurs en jeu et leur importance relative faisant débat. Des auteurs indiquent par exemple que « la plus importante leçon [...] est qu'il n'y a pas un faible nombre, mais des milliers et millions de facteurs de risques distincts qui agissent en concordance dans la production du phénotype allergique ».
Certaines études tendent ainsi à montrer que, paradoxalement, une hygiène excessive durant la petite enfance peut favoriser le développement de syndromes atopiques. Une étude danoise observe ainsi une corrélation inverse entre l'importance de la flore intestinale lors de la petite-enfance et le développement d'allergies et de syndromes atopiques (excluant cependant l'asthme et la dermatite atopique, mais incluant la sensibilisation allergénique, la rhinite allergique et l'éosinophilie sanguine périphérique): plus la flore intestinale, donc le nombre de bactéries, est faible, plus les sujets observés étaient atteints d'allergies ou de syndromes atopiques avant leur sixième année . Selon les auteurs, ceci pourrait expliquer pourquoi « beaucoup plus d'enfants nés par césarienne développent des allergies », ce mode d'accouchement conduisant à une moindre exposition à la flore intestinale maternelle. L'étude évoque cependant d'autres études allant en sens inverse, le débat étant toujours d'actualité. Par ailleurs, elle pose l'hypothèse selon laquelle certaines bactéries pathologiques de la flore intestinale conduiraient à une moindre diversité de cette flore. Elle évoque aussi l'étude Copsac sur l'asthme, laquelle montre un lien entre la colonisation des voies respiratoires par des bactéries pathologiques et le développement de l'asthme avant l'âge de 5 ans.
D'autres études se sont intéressées au régime alimentaire de la mère lors de la gestation, ou encore à l'abus d'antibiotiques ou d'antipyrétiques (médicaments contre la fièvre) lors de la première année de vie.
 (janvier 2025).
- Si vous ne connaissez pas le sujet, laissez ce bandeau (vous pouvez alors contacter les auteurs).
- Si vous supprimez le contenu mis en cause (vous pouvez préalablement contacter les auteurs),

argumentez précisément cette suppression dans la page de discussion
(un manque de référence n'est pas un argument ; une recherche réelle de référence doit avoir été effectuée, être formellement documentée).
Pour bien comprendre l'atopie et ses conséquences, il serait utile de faire l'analogie avec un autre contexte. Prenons l'exemple d'un habitant nordique ayant une peau blanche. Cette personne va habiter en Afrique et durant sa vie, sa peau surexposée au soleil va développer les différentes maladies de peau prévisibles (brulures répétées, kératose actinique cutanée, mélanome, épithélioma...). Ses enfants ayant la peau blanche le rejoignent et vivent dans les mêmes conditions et auront les mêmes pathologies qui vont se développer. Pourrait on dire que la peau blanche est une peau malade génétiquement? Evidemment non! Il s'agit ici d'une peau normale mais surexposée à un environnement naturellement inadapté. Il suffirait de protéger cette peau blanche et lui éviter cette surexposition et aucune maladie n'apparaitrait.
Dans le cadre de l'atopie, ces personnes atopiques réagissent fortement à leur environnement, quel que soit l'élément soumis. Parmi ces éléments, certains vont faire réagir plus que d'autres, allant de la simple réaction banale et normale, comme pour toute autre personne non atopique, à la réaction forte de lutte contre cet élément rentrant en contact avec les interfaces (peau, muqueuse respiratoire et digestive). Les mastocytes cellules immunitaires siégeant en fort nombre au niveau de ces interfaces jouent un rôle important dans le mécanisme de l'atopie. De cette réaction immunitaire primaire vont découler plusieurs conséquences expliquant toute la symptomatologie et les caractéristiques locorégionales de chaque organe et de chaque zone d'interface. Parmi ces éléments de l'environnement il existe un très grand nombre de substances indésirables connues et provoquant une forte réaction immunitaire (notamment les substances histamino-libératrices). Tout comme pour la peau blanche qu'on protégerait contre le soleil, il suffirait de protéger ces personnes atopiques contre la sur-exposition aux substances nocives, irritantes et/ou histamino-libératrices.
La peau de l'atopique est plus sèche, les constituants de base sont modifiés, les germes qui la colonisent sont différents, la sensibilité et la tolérance de cette peau atopique aux germes saprophytes et pathogènes ne sont pas les mêmes, la fréquence des infections par les staphylocoques et par les corynébactéries est plus élevée. L'observation de la flore des voies respiratoires et digestives montre des changements du microbiote basés sur les mêmes mécanismes. Il est évident d'affirmer que les modifications immunitaires entrainent le changement de microbiote et non l'inverse. C'est parce que ces atopiques ont un fonctionnement immunitaire différent que les flores qui les colonisent sont différentes.
Les enfants naissant par césarienne pour des raisons de santé de la mère, certainement atopique avec des pathologies secondaires (ayant empêché la poursuite de la grossesse, apnées du sommeil notamment, hypertension artérielle, obésité, ...) auront un grand risque d'être aussi atopique et auront une flore intestinale anormale, quantitativement et qualitativement. L'atopie touche l'individu dès la naissance, du moment où il est exposé à un environnement pollué de substances indésirables. La mort subite du nourrisson pourrait avoir son étiologie basée sur ce mécanisme atopique.
L'éosinophilie et la présence détectable d'IgE ne sont pas des critères obligatoires dans la description de l'atopie. Il faut se référer à l'immunologie afin de comprendre les possibilités des réponses immunitaires. En revanche la dégranulation excessive et intempestive mastocytaire constitue l'étiologie de l'atopie. Cette dégranulation anormale est une réponse à une surexposition anormale à un environnement irritant.

## Diagnostic
Il repose essentiellement sur le diagnostic de dermatite atopique, le premier symptôme de l’atopie, qui est clinique (irritation et sécheresse de la peau, prurit, etc.) et anamnéstique (historique de la maladie et antécédents familiaux). La notion de chronicité et d’évolution à rechute étant prépondérante, cela rend difficile un diagnostic précoce certain. On peut y associer une prise de sang pour mettre en évidence une éosinophilie et une augmentation des IgE sériques, bien que de par la nature héréditaire de la maladie, la présence d'antécédents familiaux de symptômes similaires soit l'outil principal du diagnostic.
 (janvier 2025).
- Si vous ne connaissez pas le sujet, laissez ce bandeau (vous pouvez alors contacter les auteurs).
- Si vous supprimez le contenu mis en cause (vous pouvez préalablement contacter les auteurs),

argumentez précisément cette suppression dans la page de discussion
(un manque de référence n'est pas un argument ; une recherche réelle de référence doit avoir été effectuée, être formellement documentée).
Le diagnostic est facile cliniquement et se fondant sur un interrogatoire précis anamnestique. La biologie et éventuellement les biopsies pourraient contribuer mais les éléments apportés sont couteux, apparaissent tardivement et moins pathognomoniques que la clinique.
Le premier signe clinique souvent remarqué et d'apparition très précoce est le signe de Dennie-Morgan (plis et coloration légèrement violacée des poches palpébrales inférieures). Chez le jeune enfant, il est moins aisé d'observer une xérose cutanée systématiquement présente au cours de la vie. En poussé, l'atopie cutanée se voit avec des plaques typiques de dermite atopique.
Sur le plan respiratoire, la rhinite atopique se manifeste avec la sensation d'obstruction nasale, avec une tendance à la respiration buccale (surtout au cours du sommeil). Au niveau oro-pharyngé, l'atopique décrit fréquemment la gène provoquée par la présence de glaires inhabituelles et permanentes.
L'examen ORL met en évidence systématiquement l'hypertrophie des végétations, la présence d'une inflammation généralisée de la muqueuse des voies aériennes, l'augmentation de la taille des amygdales pharyngées, parfois un léger œdème des cordes vocales avec une voix enrayée, une otite séreuse chronique avec ou sans perte auditive légère (avec ou sans retard d'acquisition des mots chez le tout petit enfant). L'imagerie n'est pas nécessaire mais peut montrer un épaississement muqueux et le comblement partiel ou complet des cavités sinusiennes. Au niveau des voies respiratoires basses, l'inflammation chronique entraine, au moins, une augmentation de la résistance bronchique et souvent, montre une obstruction bronchique suffisante pour entrainer une sensation de dyspnée à l'effort. Au maximum de l'inflammation, cela peut conduire à une crise d'asthme. La présence d'un seul épisode d'insuffisance respiratoire aiguë (sans contexte expliquant autrement l'épisode tels que corps étranger obstructif, pneumonie infectieuse hypoxémiante...) associée à l'anamnèse doit faire poser le diagnostic d'asthme atopique.
Sur le plan digestif, les signes cliniques provoqués par l'atopie sont aussi riches mais de diagnostic plus difficile en raison de la présence de nombreux organes et fonctions intra-abdominaux. La gastrite récurrente ou chronique avec ou sans RGO, les troubles du transit (surtout accélération) avec spasmes, parfois avec émission de sang. Plus tardivement peuvent apparaitre des signes de malabsorption (très fréquent: le déficit en vitamine B12 non corrigé par la supplémentation orale).
Sur le plan génital, l'infection par un germe opportuniste, le Corynebacterium minutissimum, fréquente surtout en saison chaude et humide (érythrasma), facile de diagnostic lorsque l'infection est manifeste avec éruption cutanéo-muqueuse. Beaucoup de plaintes (notamment de patientes) de brulures mictionnelles avec ECBU et PV négatifs mais avec un très discrète rougeur et écoulement blanchâtre proviennent de cette infection par les Corynébactéries opportunistes et ubiquitaires.
Sur le plan vasculaire, il faut être attentif à chercher, et renouveler la recherche de signe de vascularite tout au long de la vie de l'atopique.
En recherchant l'ensemble des symptômes touchant l'ensemble des sites et organes de l'organisme, le diagnostic d'atopie peut être affirmé de manière aisée. Une fois ce diagnostic posé, il faut absolument suivre ces patients tout au long de leur vie car d'autres pathologies secondaires, telles que apnée du sommeil, maladies auto-immunes diverses, hypertension artérielle, diabète...sont largement observées chez ces patients atopiques. Et donc tout patient vu tardivement et présentant une de ces pathologies secondaires citées (non exhaustives) doit être examiné à la recherche de la présence de l'atopie.
Au niveau biologique, il est possible de trouver une hyperéosinophilie, un dosage des IgE totales augmenté, une Tryptasémie augmentée, une thyroïdite auto immune, une gastrite auto immune, et d'autres marqueurs auto immuns signalant une dysfonction immunitaire (ACAN, facteurs rhumatoïdes, peptides Citrullinés, Ac anti estomac...), une tendance à la polyglobulie (secondaire à l'obstruction des voies aériennes), une hépatite biologique discrète (stéatose secondaire de l'apnée du sommeil, hépatite auto immune..?), une pancréatite biologique discrète, un prédiabète ou diabète avec un HOMA augmenté (sauf si patient très sportif) qui est la conséquence de l'apnée du sommeil et/ou de la pancréatite autoimmune sous jacente et asymptomatique et qui est aussi la conséquence d'une fonte lente et progressive de la masse musculaire (apnée+ attaque auto immune + vascularite+ vie sédentaire).

## Traitement
(janvier 2025).
- Si vous ne connaissez pas le sujet, laissez ce bandeau (vous pouvez alors contacter les auteurs).
- Si vous supprimez le contenu mis en cause (vous pouvez préalablement contacter les auteurs),

argumentez précisément cette suppression dans la page de discussion
(un manque de référence n'est pas un argument ; une recherche réelle de référence doit avoir été effectuée, être formellement documentée).
Il n’existe actuellement aucun traitement permettant de guérir de l’atopie, seuls les symptômes peuvent être traités. Cependant, des mesures de prévention bien appliquées, similaires à celles prises pour une personne allergique, peuvent s’avérer très efficaces pour limiter ou prévenir leur apparition en contrôlant l’environnement du malade : éviter les produits irritants comme la laine (préférer le 100 % coton), les parfums ou les lessives avec adoucissant (préférer le savon de Marseille), utiliser des cosmétiques ou des produits de toilette appropriés (savons au pH physiologique, crèmes hydratantes hypoallergéniques, etc.), contrôler l’alimentation (éviter les aliments les plus allergisants tels l’arachide, les œufs, les fruits à coque, etc.) et l’air (bien aérer la maison, lutter contre la poussière, les acariens, etc.).
Les formes légères d’atopie disparaissent souvent spontanément au bout de quelques années, bien que des rechutes puissent avoir lieu à l’adolescence (sous l’influence des hormones) ou plus tard à la suite d’un stress important.
Le traitement de l'atopie n'est pas encore de nos jours protocolisé car l'atopie reste encore, malgré nos connaissances actuelles, discutée. Pour le moment seuls sont prônés les traitements symptomatiques et les évictions. Aucun traitement étiologique n'est admis. Et pourtant connaissant la physiopathologie et l'origine de l'atopie, il semble évident que les antihistaminiques associés (obligatoirement) aux anti leucotriènes doivent faire partie des traitements étiologiques en première intention. Ils sont très bien tolérés, dépourvus d'effet toxique ou indésirable et peuvent être pris au long cours. Contrairement aux corticoïdes, très efficaces en phase de poussée, ayant des effets indésirables nombreux, sont à réservés à l'instauration du traitement d'attaque si nécessaire. D'autres traitements immunosuppresseurs pourraient être utilisés mais il reste à évaluer précisément le protocole car ils sont en général pourvoyeurs de toxicité et de nombreux effets secondaires. Même avec ces traitements modulant l'immunité, il n'est pas possible de guérir de l'atopie car l'atopie en soi n'est pas une maladie mais un profil de caractéristiques immunitaires propre à chacun. Ce profil particulier atopique réagit excessivement face à un environnement trop irritant.
Le seul moyen de guérir des symptômes atopiques serait de vivre dans un monde dépourvu de pollution chimique et dépourvu de stress chronique. Le bon compromis serait de vivre dans notre monde pollué, tout en évitant les produits histamino-libérateurs, les produits allergisants, les produits irritants, les aliments conservés (autres que par appertisation) contenant souvent sulfites et bisulfites, avec un mode de vie dépourvu de stress (ou très peu) et en prenant des doses supra-AMM d'antihistaminique associé au seul anti-leucotriène (Montélukast). Les posologies sont supra-AMM car les indications de ces traitements n'ont pas été étudiées dans ce sens. Ces posologies à prescrire resteront supra-AMM tant que les comprimés fournis par les laboratoires ne seront pas ajustés à la bonne posologie pour lutter suffisamment efficacement contre l'expression symptomatique des personnes atopiques.